# تاکتیک‌ها و سازمان نظامی مغول
تاکتیک‌ها و سازمان‌های نظامی مغول امپراتوری مغول را قادر ساخت تقریباً تمام قاره آسیا، خاورمیانه و بخش‌هایی از شرق اروپا را تسخیر کند. این سیستم در ابتدا با گسترش سبک زندگی عشایری مغولان به وجود آمد. سایر عناصر توسط چنگیز خان، ژنرال‌ها و جانشینان او اختراع شده‌اند. مغولان فن آوری‌های مفیدی را برای حمله به استحکامات از فرهنگ‌های دیگر اقتباس کردند. کارشناسان فنی خارجی در ساختار فرماندهی ادغام شدند. در بسیاری موارد، مغول‌ها توانستند با ارتش‌های مخالفی که به طرز قابل توجهی بزرگتر بودند بجنگند و آنها را شکست دادند.
انتقال نیروها بین واحدها به صورت ممنوع بود. رهبران در هر سطح دارای مجوز قابل توجهی برای اجرای دستورهای خود به روشی بودند که به نظر آنها بهترین بود. این ساختار فرماندهی بسیار انعطاف‌پذیر بود و به ارتش مغول اجازه می‌داد تا به صورت گسترده حمله کند، به گروه‌های کوچکتر تقسیم شود تا دشمن را محاصره کنند یا آنها را به کمین سوق می‌دهند یا آنها را به گروه‌های کوچک تقریباً ۱۰ نفره تقسیم کنند تا بتوانند یک ارتش فراری و شکست خورده را از بین ببرند. آنان هرچند که به عنوان یک واحد می‌جنگیدند اما سربازان جداگانه مسئولیت تجهیزات، اسلحه‌ها و حداکثر پنج سوار را بر عهده داشتند. خانواده‌ها و گله‌ها، آنها را در سفرهای خارجی همراهی می‌کردند.
بالاتر از همه یگان‌ها، یک نیروی نخبه به نام کشیک (مغول) وجود داشت. آنها به عنوان نگهبان امپراتوری مغول و همچنین یک زمین تعلیم برای افسران جوان بالقوه عمل می‌کردند. سبتای، یک ژنرال مقتدر مغول، فعالیت خود را از کشیک (مغول) آغاز کرد.
| نام واحد نظامی | تعداد مردان |
| -------------- | ----------- |
| آربان          | ده          |
| زون            | صد          |
| مینگان         | هزار        |
| تومن (واحد)    | ده هزار     |

## تحرک

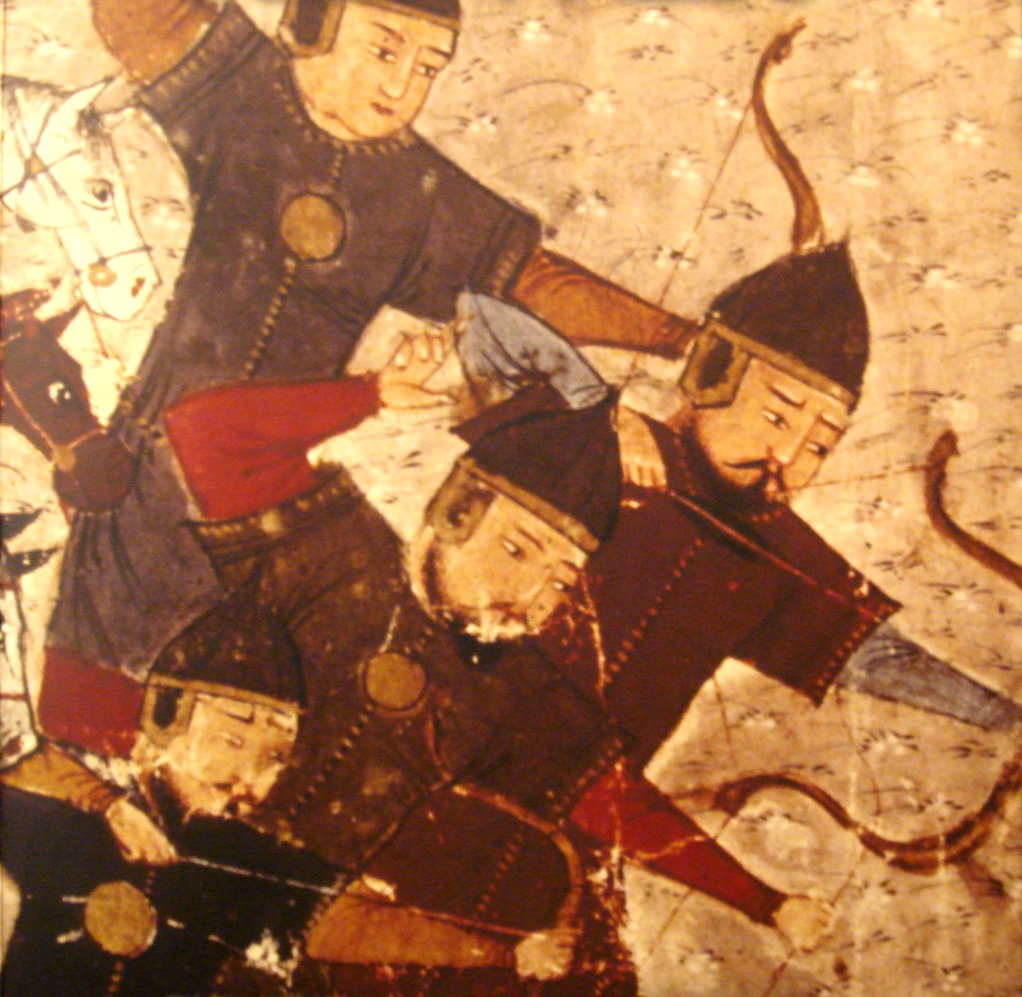
سربازان مغول در حال استفاده از کمان، در جامع‌التواریخ توسط رشیدالدین، ۱۳۰۵–۱۳۰۶.

هر سرباز مغول به‌طور معمول از ۳ یا ۴ اسب نگهداری می‌کرد. تغییر اسب‌ها معمولاً به آنها اجازه می‌داد تا روزها بدون توقف یا فرسودن حیوانات، با سرعت بالا سفر کنند. وقتی یک اسب خسته می‌شد، سوار پیاده می‌شد و به سوار اسب دیگری می‌شد. اگرچه اسب استفاده شده هنوز باید به سفر ادامه می‌داد، اما بدون سنگینی سوارکار این کار را انجام می‌داد. توانایی آنها برای زندگی در خارج از سرزمین خودشان و در شرایط سخت و استفاده از حیوانات (مخصوصاً شیر مادیان) باعث شد ارتش آنها به مراتب کمتر از ارتش‌های دیگر وابسته به سیستم سنتی کشاورزی باشد. در بعضی موارد، مانند حمله به مجارستان در اوایل سال ۱۲۴۱، آنها تا ۱۰۰ مایل (۱۶۰ کیلومتر) در روز حرکت می‌کردند که همچنین سرعتی را سایر ارتش‌های زمان هرگز ندیده بودند.
تحرک سربازان منفرد امکان اعزام آنها را در مأموریت‌های جستجوی موفقیت‌آمیز، جمع‌آوری اطلاعات در مورد مسیرها و جستجوی زمینی متناسب با تاکتیک‌های جنگی مغولان فراهم می‌ساخت.
در حمله مغول به روس کیف آنها از رودخانه‌های یخ زده به عنوان بزرگراه استفاده می‌کردند و فصل زمستان که معمولاً برای هر فعالیت عمده به دلیل سرما انجام نمی‌شود، به زمان ترجیح مغول‌ها برای حمله تبدیل شد.

## آموزش و نظم و انضباط
ارتشهای مغول بارها و بارها سوارکاری، تیراندازی با کمان و تاکتیک‌های واحد، صف آرایی و تغییر موقعیت را تمرین می‌کردند. این آموزش‌ها سخت، اما نه بیش از حد سخت یا غیر منطقی، انجام می‌شد.
مغولان از گرفتاری‌های نظم و انضباط بیش از حد سفت و سخت مدیریت میکرو جلوگیری کردند، این نوع مدیریت در طول تاریخ مانع نیروهای مسلح شده بود. با این حال، همه اعضا باید بی قید و شرط وفادار به یکدیگر و به مافوق خود و به ویژه به خان بودند. اگر یک سرباز در جنگ از خطر فرار کند، او و ۹ رفقایش از همان بخش با هم به مجازات اعدام محکوم می‌شدند.

## سواره نظام
مغول‌ها به همان اندازه‌ای که از خودشان محافظت می‌کردند،از اسب‌های خود مراقبت می‌کردند و آنها را با زره می‌پوشاندند. زره اسب به پنج قسمت تقسیم شده بود و این زره برای محافظت از هر قسمت از اسب از جمله پیشانی که دارای یک صفحه ساخته شده خاص بود که به هر طرف گردن بسته شده بود، طراحی شده بود.
اسب مغولی نسبتاً کوچک، اما بسیار سرسخت، خودکفا و پراستقامت هستند. این اسب‌ها می‌توانند در آب و هوایی که منجر به کشته شدن نژادهای دیگر می‌شود، زنده بمانند و مغول‌ها را قادر ساختند حملات زمستانی موفقیت‌آمیز به روسیه انجام دهند. اسب‌های مغول به‌طور معمول نیازی به تهیه روزانه غلات ندارند. توانایی آنها برای به دنبال علوفه و ترکه گشتن با نیروی خود - و برای زنده ماندن با چنین علوفه‌هایی - ارتش مغول را از نیاز به تأمین علوفه رهایی بخشید. اسب‌های مغول استقامت عالی دارد. در ۳۰ کیلومتر مسابقه‌های سنتی بین اسب‌های مغول و نژادهایی مانند عرب یا تروبرد، مشخص شده‌است که دومی سریع تر هستند، اما اسب‌های مغول بهتر قادر به دویدن هستند. طبیعت خستگی ناپذیر اسب مغول به این معنی بود که می‌توانست مدت بیشتری در جنگ تازه‌نفس بمانند و به ارتش‌های چنگیزخان، مزیت استقامت بخشید.
اسب مغول که به عنوان ماشین جنگی در نظر گرفته می‌شود وسیله نقلیه همه‌کاره ای که نیاز به گاز یا نگهداری کمی دارد و بسیار خوب امکان پیمودن مسافت را فراهم می‌کند. یک جنگجو به گله خود تکیه می‌کرد تا غذاهای اصلی شیر و گوشت را برای او فراهم کند. پوست حیوان، تسمه، کفش و زره پوش؛ مدفوع خشک شده به عنوان سوخت برای آتش خود استفاده می‌شد. مو برای طناب، نشان‌های نبرد، آلات موسیقی و تزئینات کلاه خودها؛ شیر نیز برای اطمینان از پیروزی در مراسم‌های شمن باوری استفاده می‌شد؛ و شکار جهت سرگرمی که اغلب به عنوان آموزش نظامی نیز بکار می‌آمد. اگر جنگجو در جنگ می‌مرد، گاه اسب وی نیز با او قربانی می‌شد تا در آخرت سوارش شود.
نقطه ضعف اسب‌های مغول عدم سرعت آنها بود. آنها در شرایط مساوی با اسب‌های بزرگتر از مناطق دیگر، و در مسابقات مسافت‌های کوتاه بازنده می‌شدند. با این حال، از آنجا که بیشتر از ارتش‌های دیگر زره‌های سنگین تر حمل می‌کردند، مغول‌ها هنوز هم می‌توانستند از اکثر سوارکاران دشمن در نبرد پیشی بگیرند. علاوه بر این، اسب‌های مغول بسیار بادوام و محکم بودند و به مغول‌ها اجازه می‌دادند به سرعت در مسافت‌های بزرگ حرکت کنند، غالباً دشمنانی را غافلگیر کننده که انتظار داشتند آنها روزها یا حتی چند هفته بعد برسند.
همه اسبها به رکاب مجهز بودند. این مزیت فنی باعث می‌شد تا کمانداران مغول بتوانند بدن بالایی خود را بچرخانند و از همه جهت از جمله به عقب شلیک کنند.
هر سرباز دو تا چهار اسب داشت - بنابراین وقتی یک اسب خسته می‌شد می‌توانست به یکی دیگر سوار شود. این امر آنها را به یکی از سریعترین ارتش‌های جهان تبدیل کرد، اما همچنین ارتش مغول را در برابر کمبود علوفه آسیب‌پذیر کرد. لشکرکشی در مناطق خشک مانند آسیای میانه یا مناطق جنگلی جنوب چین به همین دلیل دشوار و حتی در زمینهای استپی که برای چرا ایدئال بودند، یک سپاه مغول مجبور می‌شد برای اطمینان از چرای کافی برای گله‌های بزرگ اسب خود همواره در حرکت باشد.

## تدارکات

### آذوقه
ارتشهای مغول سبک سفر می‌کردند تا حد زیادی قادر بودند در خارج از سرزمینشان زندگی کنند. تجهیزات آنها شامل قلاب ماهی و سایر ابزارهایی بود که باعث می‌شد هر یک از جنگجوها غیر وابسته به هر منبع تأمین ثابت باشد.

### ارتباطات
مغولان برای انتقال سریع پیام‌های کتبی، سیستمی از ایستگاه‌های انتقال اسب به نام calledrtöö درست کرده بودند، مشابه راه شاهی در ایران باستان که انتقال سریع پیامهای نوشتاری از این راه انجام می‌شد.

## لباس فرم
لباس اصلی مرد مبارز مغول شامل یک کت سنگین بود که توسط کمربند چرمی در کمر بسته شده بود. شمشیر، خنجر و احتمالاً تبر خود را از کمربند آویزان می‌کردند.

## سلاح‌ها
کمانداران سوارکار بخش عمده ای از ارتشهای امپراتوری مغول بودند.

### کمان مغولی
مغول‌ها می‌توانستند یک پیکان را بیش از ۲۰۰ متر (۶۶۰ فوت) شلیک کنند. پرتاب تیرهای هدفمند در فاصله ۱۵۰ یا ۱۷۵ متر (۴۹۲ یا ۵۷۴ فوت) امکان‌پذیر بود.

### شمشیر
شمشیرهای مغول شمشیر هلالی شکل بود که از آن برای حملات مخفی استفاده می‌کردند اما به دلیل شکل و ساختار آن می‌توانستند از آن برای برش و رانش نیز استفاده کند. استفاده از این شمشیر بر روی اسب آسان‌تر بود. رزمندگان می‌توانستند شمشیر را با گرفتن یک دست یا دو دست استفاده کنند. تیغه آن معمولاً به طول (۰٫۷۶ متر) و طول کلی شمشیر با دسته تقریباً ۱ متر بود.

### باروت

#### سلسله کین
اولین حمله هماهنگ شده مغول به دودمان کین (۱۲۳۴–۱۱۱۵) در سال ۱۲۱۱ اتفاق افتاد و فتح کامل آن تا سال ۱۲۳۴ محقق نشد. در سال ۱۲۳۲ مغولان محاصره کایفنگ توسط مغول را انجام دادند و اسلحه باروت را به همراه سایر روشهای معمول تر محاصره مانند ساخت حصارها، برجهای نگهبانی، سنگرها، پاسدار خانه‌ها مستقر کردند؛ و اسیر چینی‌ها را مجبور به حمل و نقل لوازم و پر کردن خندق‌ها کردند.

#### دودمان سونگ
ماشین جنگی مغول به سمت جنوب حرکت کرد و در سال ۱۲۳۷ در حمله به شهرستان شوو (امروزی]، آن‌هوئی از بمب‌های باروت [هوو پائو] برای سوزاندن برجهای دفاعی استفاده کردند. این بمب‌ها ظاهراً کاملاً بزرگ بودند. چند صد نفر یک بمب را شلیک می‌کردند و اگر بمب به برج برخورد می‌کرد بلافاصله می‌توانست آن را خرد کند.

#### اروپا و ژاپن

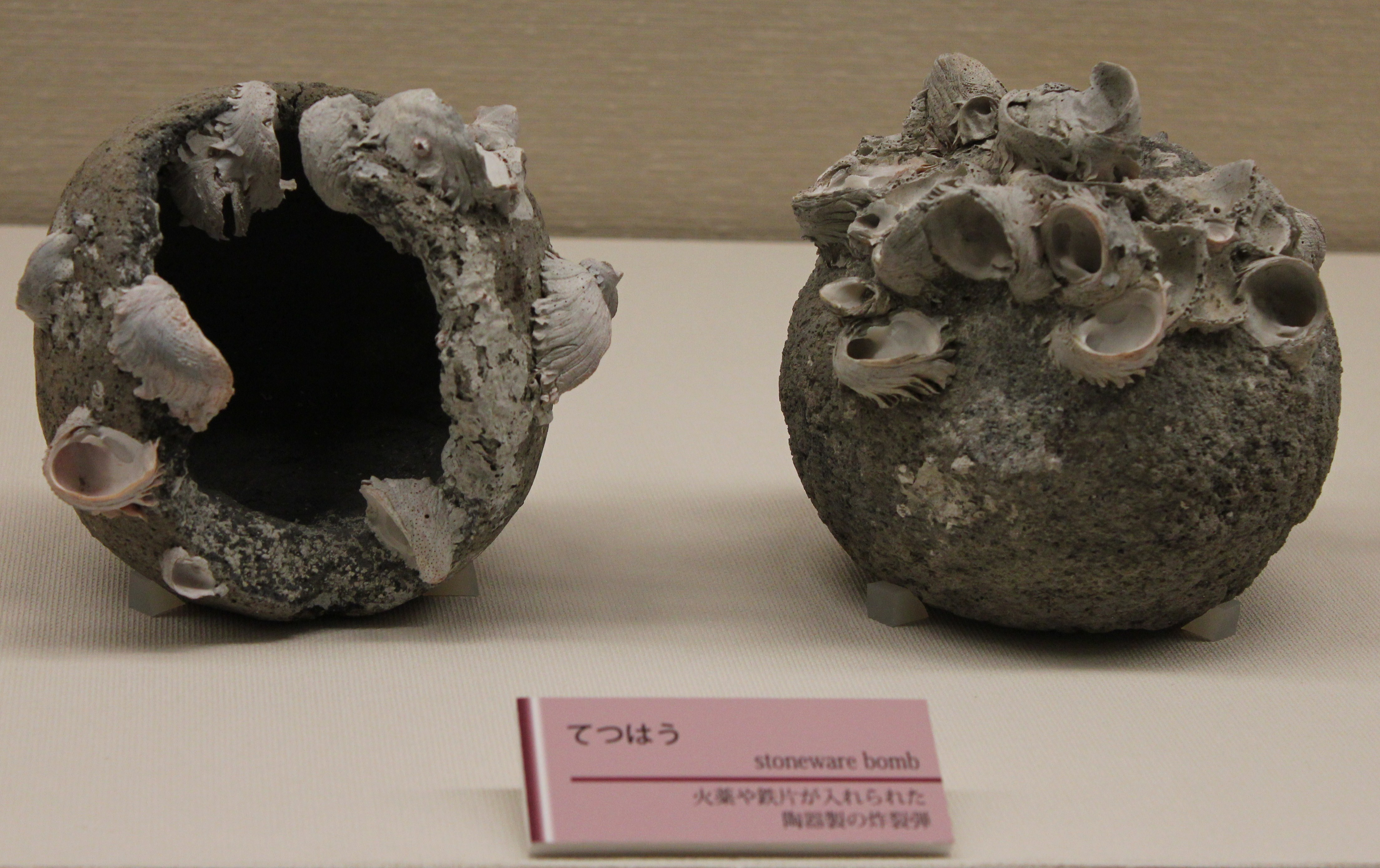
تصویر «تتسوهائو» که در موزه تاریخ گنکو نگهداری می‌شود. «تتسوهائو» نوعی مواد منفجره نارنجک مانند و حاوی باروت است که توسط قوای مغول در حمله به ژاپن استفاده می‌شد.

باروت ممکن است در طول تهاجم مغول‌ها به اروپا مورد استفاده قرار گرفته باشد. استفاده از «منجنیق آتش»، «پائو» و «تیراندازهای نفتی» در برخی منابع ذکر شده‌است. با این حال، طبق گفته تیموتی می، هیچ مدرک مشخصی مبنی بر اینکه مغول‌ها از اسلحه باروت به‌طور منظم در خارج از چین استفاده می‌کردند وجود ندارد.
اندکی پس از حمله مغول به ژاپن (۱۲۷۴–۱۲۸۱)، ژاپنی‌ها یک نقاشی از این جنگ ترسیم کردند که بمبی را نشان می‌داد. این بمب به زبان ژاپنی «تتسوهائو» خوانده می‌شود.

#### توپ دستی
به‌طور سنتی، قدمت ظهور اولین توپ دستی، اواخر قرن سیزدهم میلادی، درست پس از تسخیر سلسله سونگ توسط مغول در نظر گرفته می‌شود.

### منجنیق و ماشین‌آلات
فناوری یکی از جنبه‌های مهم جنگ مغولستان بود. به عنوان مثال، ابزارهای محاصره بخش مهمی از جنگ چنگیز خان به ویژه در حمله به شهرهای مستحکم بودند. ابزارهای محاصره از هم مجزا بودند و توسط اسب‌ها حمل می‌شدند تا در محل نبرد بازسازی شوند، این روش در ارتش‌های اروپایی نیز معمول بود.

#### حَشَر
یک تاکتیک متداول استفاده از آنچه بود که حَشَر «خاراش» خوانده می‌شد. در طی محاصره، مغول‌ها اسیرانی را که در جنگ‌های قبلی اسیر شده بودند را در محاصره‌ها و نبردها به صف جلو جا می‌داند. غالباً پیکان‌های دشمن به این "سپرهای انسانی " برخورد می‌کرد، بنابراین رزمندگان مغول ایمن‌تر بودند.

## فن تدابیر جنگی
تاکتیک‌های میدان جنگ مغول ترکیبی از آموزش‌های استادانه با ارتباطات عالی و نظم و انضباط در هرج و مرج جنگ بود. آنها تقریباً در هر فرصتی تمرین می‌کردند، بنابراین وقتی جنگی رخ می‌داد، می‌توانستند بر همین اساس واکنش نشان دهند. مغول‌ها همچنین از افسران درجه دار خود به خوبی محافظت می‌کردند.

### هوشمندی و برنامه‌ریزی
مغولها قبل از هرگونه تهاجم، با احتیاط از دشمنان خود تجسس و جاسوسی می‌کردند. قبل از حمله به اروپا، باتو و سبتای تقریباً ده سال جاسوسان را به قلب اروپا فرستادند و نقشه‌هایی از جاده‌های قدیمی روم، ایجاد مسیرهای تجاری و تعیین سطح توانایی هر قلمروی پادشاهی در مقابل تهاجم را بررسی کردند. آنها حدس‌های حساب شده‌ای راجع به تمایل هر یک از قلمروهای پادشاهی برای کمک به دیگران و توانایی آنها در مقاومت به تنهایی یا با هم را داشتند. همچنین، هنگام حمله به یک منطقه، مغول‌ها تمام آنچه لازم بود را برای تسخیر کامل شهر یا شهرها انجام می‌دادند. برخی از تاکتیک‌ها منحرف کردن مسیر رودخانه‌ها از شهر یا روستا بود.

### جنگ روانی و فریب

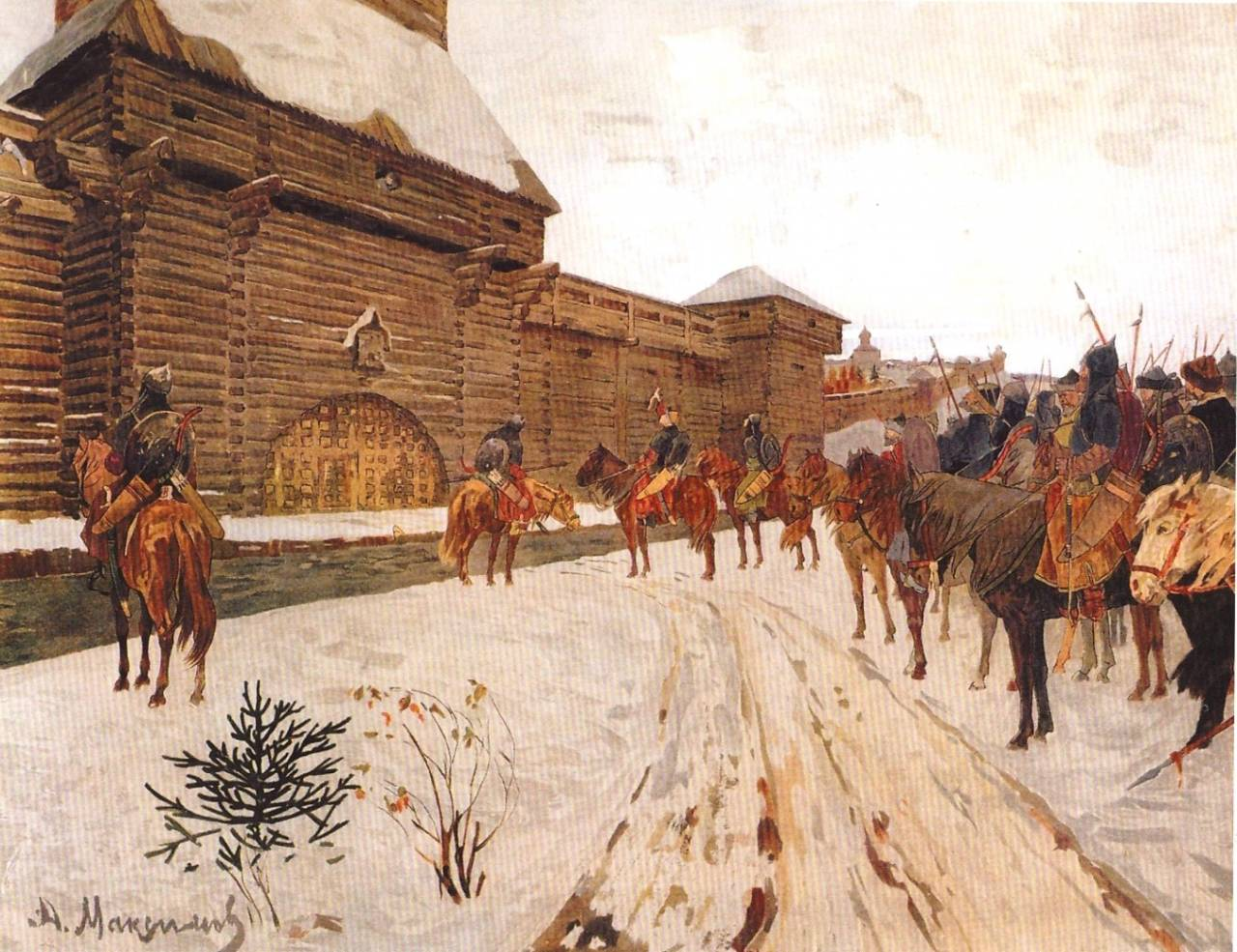
ترسیم مغول‌ها در خارج از ولادیمیر (شهر) احتمالاً آنان خواستار تسلیم قبل از غارت شهر هستند.

مغول‌ها از جنگ روانی بسیار با موفقیت در بسیاری از جنگ‌های خود، به خصوص از روش گسترش رعب و وحشت در شهرها و روستاها استفاده می‌کردند. آنها اغلب فرصتی برای دشمن برای تسلیم و ادای احترام و باج، به جای غارت و نابودی ارائه می‌کردند. آنها می‌دانستند که جمعیت یکجانشین در هنگام فرار از خطر به مانند جمعیت عشایری آزاد نیستند و تخریب شهرها آنان بدترین رویدادی بود که یک جمعیت یکجانشین می‌توانست تجربه کند. وقتی شهرها پیشنهاد مغول را می‌پذیرفتند، آنها، در امان بودند اما برای حمایت از فتح حمله مغول نیروی انسانی، تجهیزات، و دیگر خدمات مورد نیاز بود.
اما اگر از پذیرفتن پیشنهاد مغول امتناع می‌شد، مغول‌ها به شهر یا روستا حمله می‌کردند و آن را ویران می‌کردند، اما به تعدادی از غیرنظامیان اجازه می‌دادند که فرار کنند و قتل و ویرانی آنان را به دیگران گزارش کنند. این گزارش‌ها ابزاری اساسی برای تحریک ترس در دیگران بودند. با این حال، هر دو طرف درگیر غالباً با انگیزه متفاوت در مبالغه حوادث بد شهرت داشتند. به همین دلیل، در مورد داده‌های خاص (مانند آمار تلفات) که در منابع معاصر شرح داده شده‌است باید با دقت ارزیابی صورت گیرد.
راه دیگری که مغولان از فریب استفاده می‌کردند، گره زدن شاخه‌های درخت یا برگ‌ها پشت اسب‌های‌شان بود. آنها شاخ و برگ‌ها را پشت اسب به منظور ایجاد طوفان‌های گرد و غبار در پشت تپه‌ها می‌کشیدند تا در مقابل دشمن به عنوان حمله ارتشی بسیار بزرگتر ظاهر شوند و بدین ترتیب دشمن را وادار به تسلیم کنند. از آنجا که هر سرباز مغول بیش از یک اسب داشت، به زندانیان و غیرنظامیان اجازه می‌دادند قبل از درگیری بر اسب‌ها سوار شوند و بدین شکل در بزرگی نیروی انسانی خود اغراق کنند.

### ادغام
همان‌طور که آنها سرزمین‌های مردم جدید را فتح می‌کردند، به میل خود یا به نحوی دیگر، مردان سرزمین‌های فتح شده در ارتش مغول ادغام می‌شدند؛ بنابراین، هنگامی که آنها به مناطق دیگر پیشروی می‌کردند، تعداد سربازان آنها افزایش می‌یافت. مثال بارز این سقوط بغداد (۱۲۵۸) بود که در طی آن بسیاری از افراد با قوم‌های گوناگون تحت سلطنت مغول می‌جنگیدند. با وجود این ادغام، مغول‌ها هرگز نتوانستند وفاداری طولانی مدت از مردمان مستقر در ممالک تسخیر کرده خود به‌دست آورند.

## تاکتیک‌های زمینی

حمله به موهی (بخشی از مجارستان امروزی) تقسیم سپاه مغول به بیش از سه آرایش جداگانه و یک صف زیر فرمان سبتای که حریف را از سمت راست می‌چرخاند.

### جناح‌بندی
در تمام شرایط جنگ، سربازان بسته به شرایط مورد نیاز، به واحدهای مجزا از ۱۰، ۱۰۰، ۱۰۰۰ یا ۱۰۰۰۰ نفری تقسیم می‌شوند. اگر تعداد سربازان تقسیم شده از نیروی اصلی، قابل توجه بود، به عنوان مثال ۱۰٬۰۰۰ نفر یا بیشتر، این واحد به یک فرمانده مهم یا نفر دوم فرماندهی تحویل داده می‌شد، در حالی که رهبر اصلی در خط مقدم بود.

### محاصره و باز کردن
نکته اصلی در مانورهای محاصره شهرها قطع فرار از هر دو طرف بود. اگر اوضاع در یکی از جبهه‌ها یا پهلوها بدتر می‌شد، رهبر از فراز تپه یک قسمت از ارتش را برای پشتیبانی از بخش دیگر هدایت می‌کرد.

### عقب‌نشینی مصنوعی
مغولها معمولاً برای اجرای عقب‌نشینی مصنوعی، که شاید دشوارترین تاکتیک میدان جنگ باشد، تمرین می‌کردند.